# Gino Pivatelli
Gino Pivatelli (né le 27 mars 1933 à Sanguinetto, en Vénétie) est un footballeur et entraîneur italien.

## Biographie

### En club
En club, il commence en quatrième division italienne avec Cerea, ensuite connaît la Serie B avec l'Hellas Vérone, puis connâit la Serie A avec Bologne FC, SSC Naples et Milan AC. Avec Bologne, il est meilleur buteur du championnat italien en 1956 avec 29 buts. Avec le Milan AC, il remporte un Scudetto en 1962 et une Ligue des champions en 1963, battant en finale le Benfica Lisbonne d'Eusebio.

### En sélection
En tant qu'attaquant, Gino Pivatelli est international italien à 7 reprises (1954-1958) pour 2 buts.
Il fait partie des joueurs sélectionnées pour la Coupe du monde de football de 1954, mais il ne joue aucun match. L'Italie est éliminée au premier tour.
Il dispute les éliminatoires de la Coupe du monde 1958, inscrivant un but contre le Portugal (3-0), l'Italie ne se qualifie pas pour la phase finale.

### Entraîneur
Il entame une carrière d'entraîneur dans quatre clubs (Rimini Calcio, Ravenne Calcio, FC Pro Vasto et Calcio Padova).

## Clubs

### En tant que joueur
- 1949-1950 :  Cerea Calcio 1912
- 1950-1953 :  AC Vérone
- 1953-1960 :  Bologne FC
- 1960-1961 :  AC Naples
- 1961-1963 :  Milan AC

### En tant qu'entraîneur
- 1970-1972 :  Rimini Calcio
- 1972-1973 :  US Ravenne
- 1973-1974 :  AS Monza
- 1974-1975 :  US Ravenne
- 1976-1977 :  AC Pro Vasto
- 1978-1979 :  Calcio Padoue
- 1987-1990 :  Bologne FC (adjoint)
- 1990-1991 :  Bologne FC (primavera)
- 1991-1992 :  Bologne FC (adjoint)

## Palmarès
- Championnat d'Italie :
  - Champion en 1962
- Ligue des champions :
  - Vainqueur en 1963
- Meilleur buteur du championnat italien
  - Récompensé en 1956